# Nagy amerikai faunacsere
A nagy amerikai faunacsere (angolul: Great American Faunal Interchange) alatt azt a folyamatot értjük, amelynek során a két amerikai kontinens összekapcsolódása révén egyes észak-amerikai fajok megtelepültek Dél-Amerikában, egyes dél-amerikai fajok pedig Észak-Amerikában.

## A kontinensek vándorlása a mezozoikumtól és azok hatásai

### Pangea felbomlása

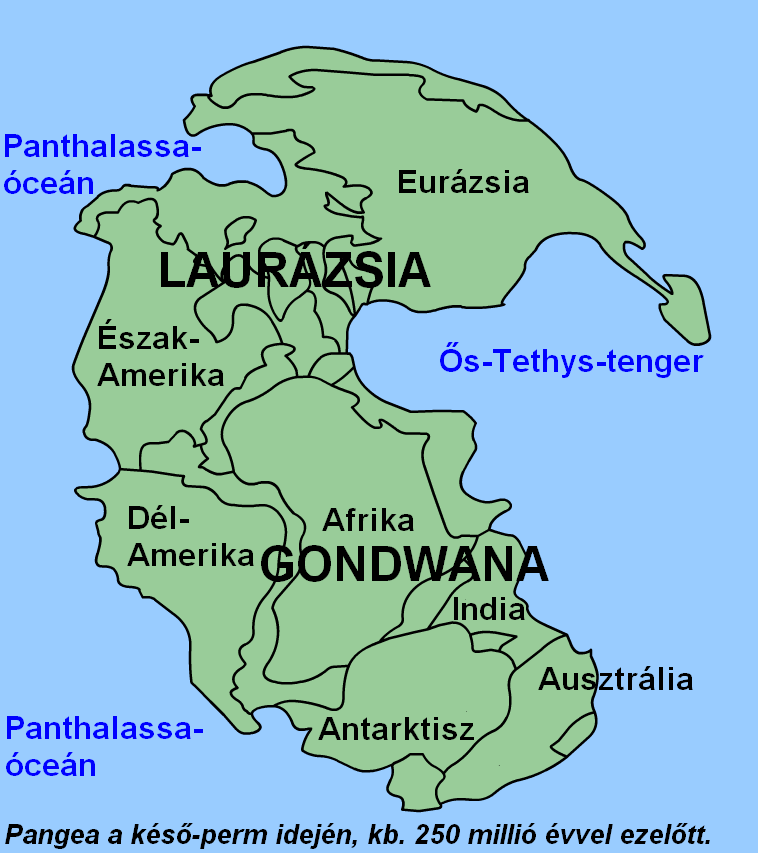
Pangea a késő perm idején, kb. 250 millió évvel ezelőtt

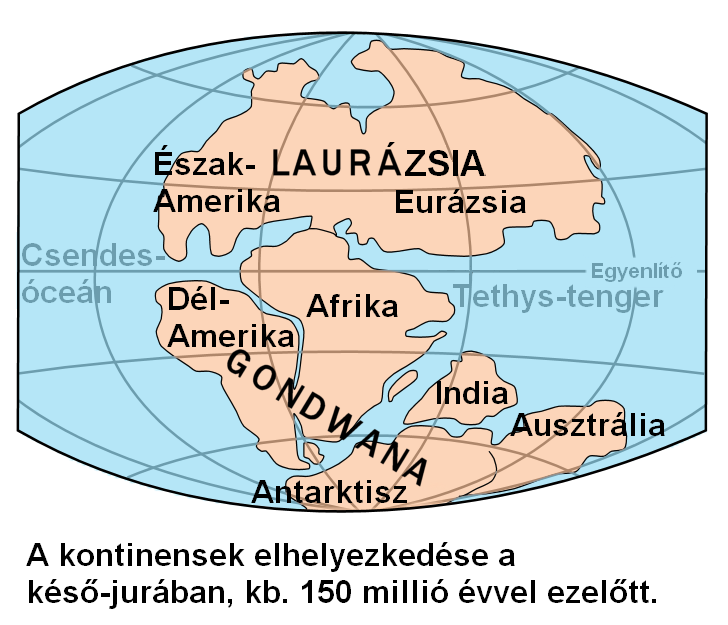
Pangea felbomlása a jurában, kb. 150 millió évvel ezelőtt

A mai kontinensek nagyjából a triász végéig egyetlen hatalmas szárazföldet alkottak, amit Pangeának nevezünk.
Észak-Amerika keleti része és Afrika északnyugati része a jura elején kezdett szétválni. A folyamat eredményeképpen Észak-Amerika északnyugati irányba kezdett vándorolni és ennek során a késő jurában már kialakult az Atlanti-óceán középső medencéje. Ekkor a Pangea két nagyobb szárazföldre bomlott: a viszonylag összefüggő Gondwanára (Nagy Déli Kontinens), és a kissé feldarabolódott Laurázsiára. Gondwana Afrikából, Dél-Amerikából, Ausztráliából és Antarktiszból állt, Laurázsia pedig Eurázsiából és Észak-Amerikából.
A késő jura során aztán Gondwana is elkezdett felbomlani: ennek során először Ausztrália, India és Antarktisz együttese, majd valamivel később, a korai krétában Dél-Amerika is (déli irányból, a mai Patagónia felől) elkezdett leválni Afrikáról és nyugati irányba kezdett el mozogni, ami az Atlanti-óceán déli medencéjének kialakulásához vezetett.

### A két Amerika állatvilágának eltérő fejlődése
Az első emlősök feltehetően a korai mezozoikumban alakultak ki, kb. 200 millió évvel ezelőtt az akkori Pangeán, éppen a dinoszauruszok „uralmának” kezdetén. Úgy tűnik, hogy az erszényes emlősök a későbbi Gondwana valamely darabján alakulhattak ki a középső-késő krétában: vagy Dél-Amerikában, vagy Ausztráliában, vagy pedig az Antarktiszon; a méhlepényes emlősök pedig feltehetően Ázsiában, nagyjából ugyanabban az időben.
Egyes erszényes fajok bizonyosan eljuthattak Laurázsiába és néhány méhlepényes faj Dél-Amerikába (Ausztrália a kréta elején szakadt le Gondwanáról, Antarktisszal, Indiával és Madagaszkárral együtt.) Azonban a kainozoikum második felére (a negyedidőszakra) gyors fejlődésnek indultak a modern méhlepényes emlősök: vagyis ekkorra jelentek meg a legtöbb mai emlősfaj első képviselői, amelyek idővel kiszorították az erszényes fajokat az egymással szárazföldi összeköttetésben levő Eurázsiából, Afrikából és Észak-Amerikából.
A dinoszauruszok kihalásakor (kb. 65 millió évvel ezelőtt, kréta–tercier kihalási esemény) Dél-Amerika már gyakorlatilag egy hatalmas sziget volt, Észak-Amerika pedig még a kainozoikum során is jórészt kapcsolatban volt Eurázsiával. Dél-Amerika állatvilága ezért közel 150 millió éven keresztül más területek élővilágától teljesen elszigetelten fejlődött: a kontinensre nem jutottak el a máshol már megjelent, erősen specializálódott méhlepényes emlősök, így Dél-Amerikában kifejlődhettek és hosszú időn keresztül fennmaradhattak különféle erszényes csoportok, a vendégízületesek, illetve a hatalmasra megnövő röpképtelen ragadozómadarak (az ún. „gyilokmadarak” (Phorusrhacidae), például a Phorusrhacos és Andalgalornis nemek).
Észak-Amerika a kainozoikum során jórészt összeköttetésben volt Eurázsiával, ezért a modern méhlepényes emlősök kialakulásának és fejlődésének színterévé válhatott. Például Észak-Amerikában alakultak ki a kainozoikum elején a mai lófélék ősei, valamint a tevefélék, továbbá Észak-Amerikában éltek az ormányosok egyes ősi csoportjai.

### A két Amerika közötti földhíd kialakulása
A két Amerika tehát nagyjából a késő juráig szárazföldi kapcsolatban volt egymással, ami hosszú időre megszűnt, és csak a Panama-földhíd kialakulásával jött létre újból: addigra azonban Észak- és Dél-Amerika faunája már nagyban különbözött egymástól. Míg Észak-Amerikában már jelen voltak a ma ismert legtöbb modern emlőscsoport képviselői, addig Dél-Amerika gyakorlatilag (Ausztráliához hasonlóan) ősi fajok „rezervátumává” vált.
A Panama-földhíd kialakulása azonban szintén sok időbe telt. A korai krétában a Karib-lemez szélein vulkáni szigetek sora jelent meg: a nyugati szigetívből lett a későbbi Panama-földhíd, a keleti és északi ívből pedig a mai Kis- és Nagy-Antillák szigetei (Kuba, Jamaica, Hispaniola, Puerto Rico stb.).
Mivel a Karib-lemez lassan maga alá gyűrte a Pacifikus-lemezt (szubdukció), ezért itt fokozottabb volt a vulkáni tevékenység, amelynek eredményeképpen az itt működő tenger alatti vulkánok gyorsabban fejlődtek szigetekké, és azok idővel összefüggő szárazföldet hoztak létre. Ez a szárazföld pedig az addigi Közép-amerikai-félszigethez kapcsolódva a pliocénra létrehozta a Panama-földhidat.
Ezzel kezdetét vette a nagy amerikai faunacsere, amely az élővilág történetének egyik legnagyobb eseménye volt: ugyanis addig Dél-Amerika faunája közel 150 millió évig teljesen elszigetelten fejlődött.

## Dél-Amerika faunájának változásai a kainozoikum során

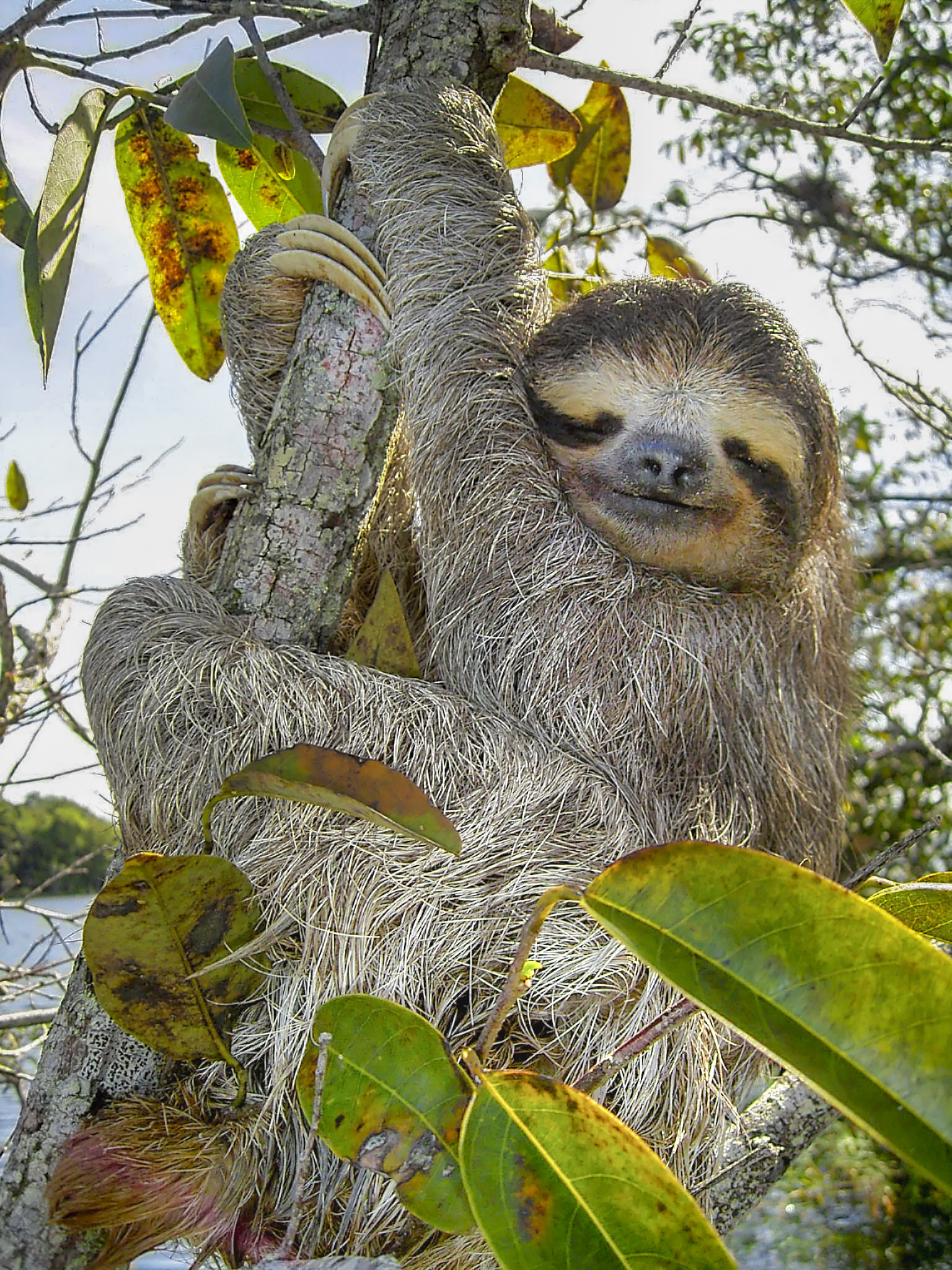
Háromujjú lajhár (Bradypus tridactylus). A lajhárok virágkora a pleisztocén volt: akkoriban mindkét Amerikában jelen voltak

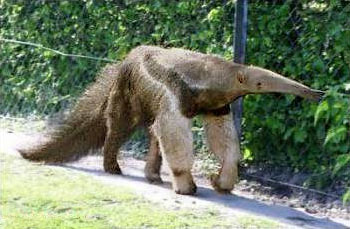
Sörényes hangyász (Myrmecophaga tridactyla)

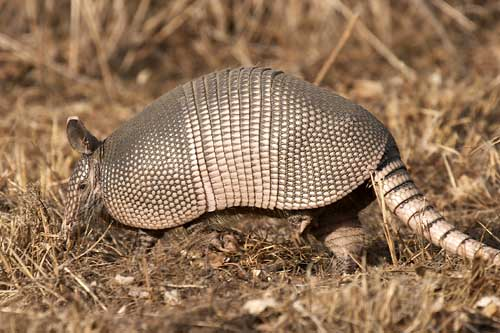
Kilencöves tatu (Dasypus novemcinctus)

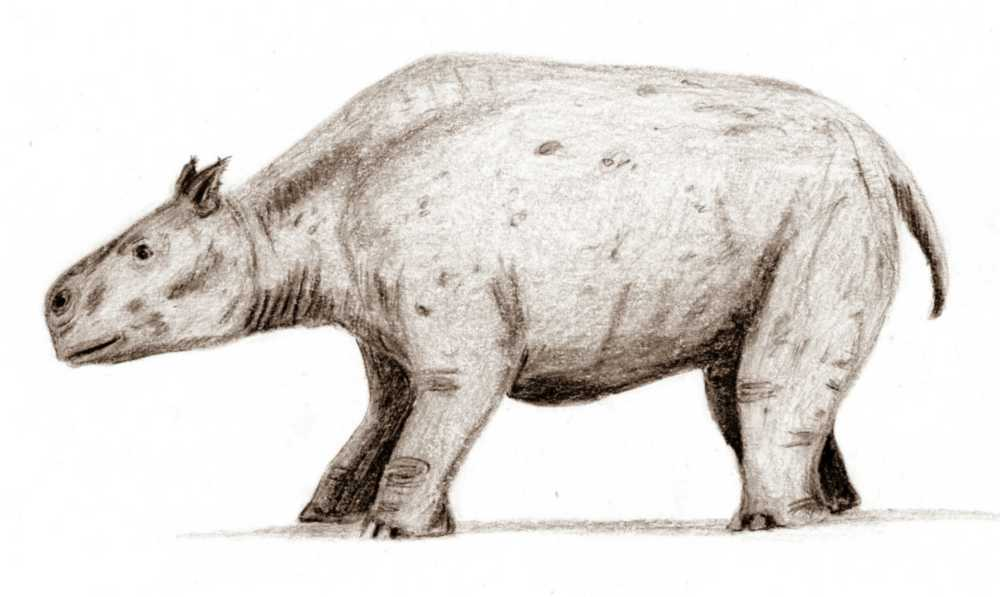
Toxodon platensis, a Notoungulata rend egyik képviselője

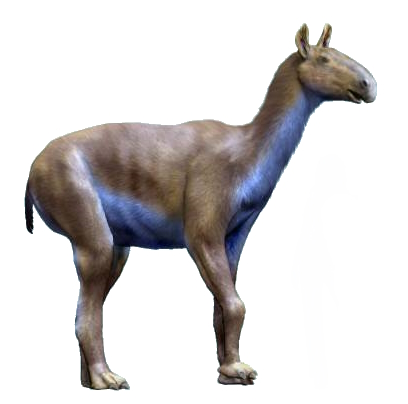
Macrauchenia patachonica, a Litopterna rend egyik képviselője

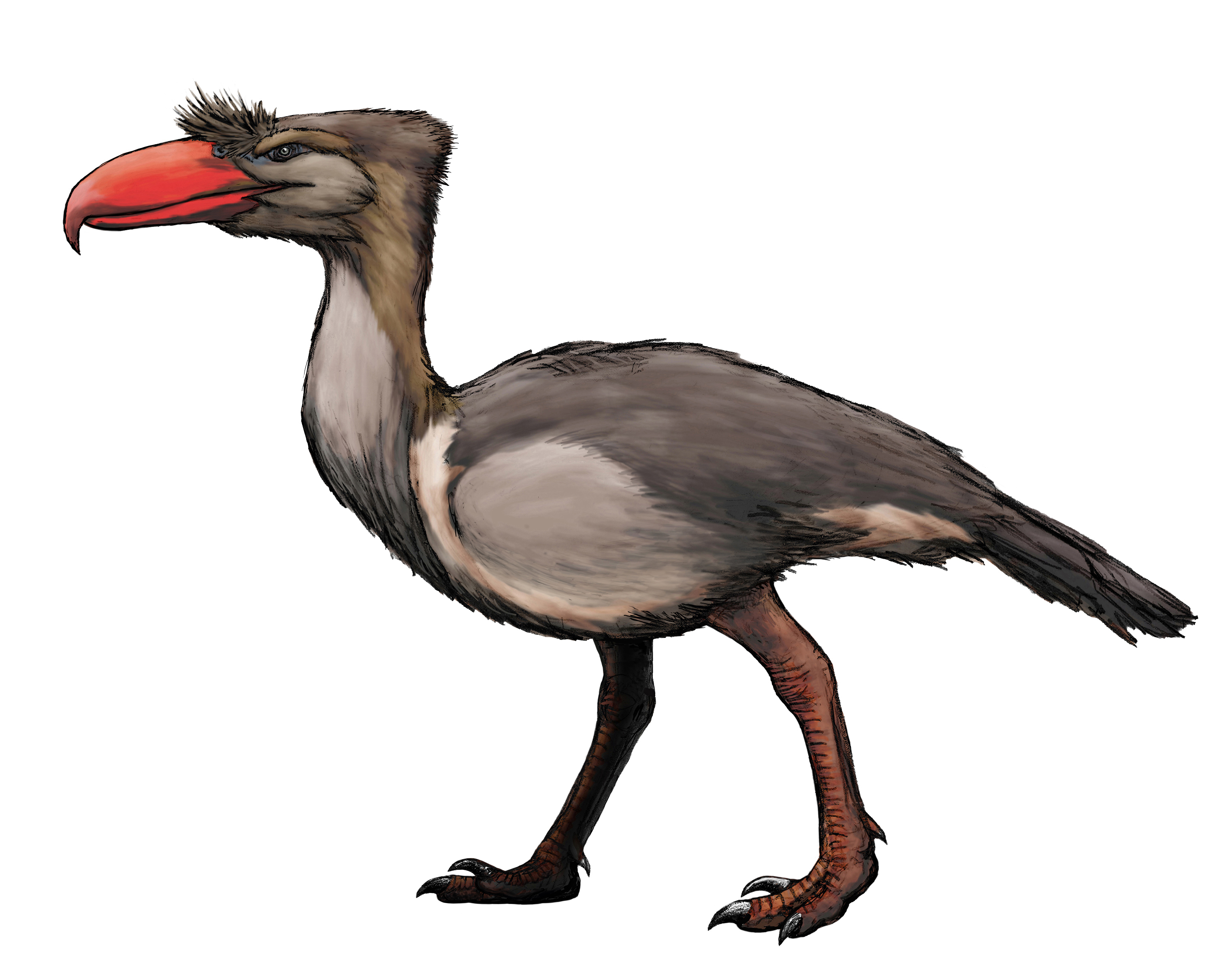
Kelenken guillermoi, egy 3 méter magasra megnövő röpképtelen ragadozómadár

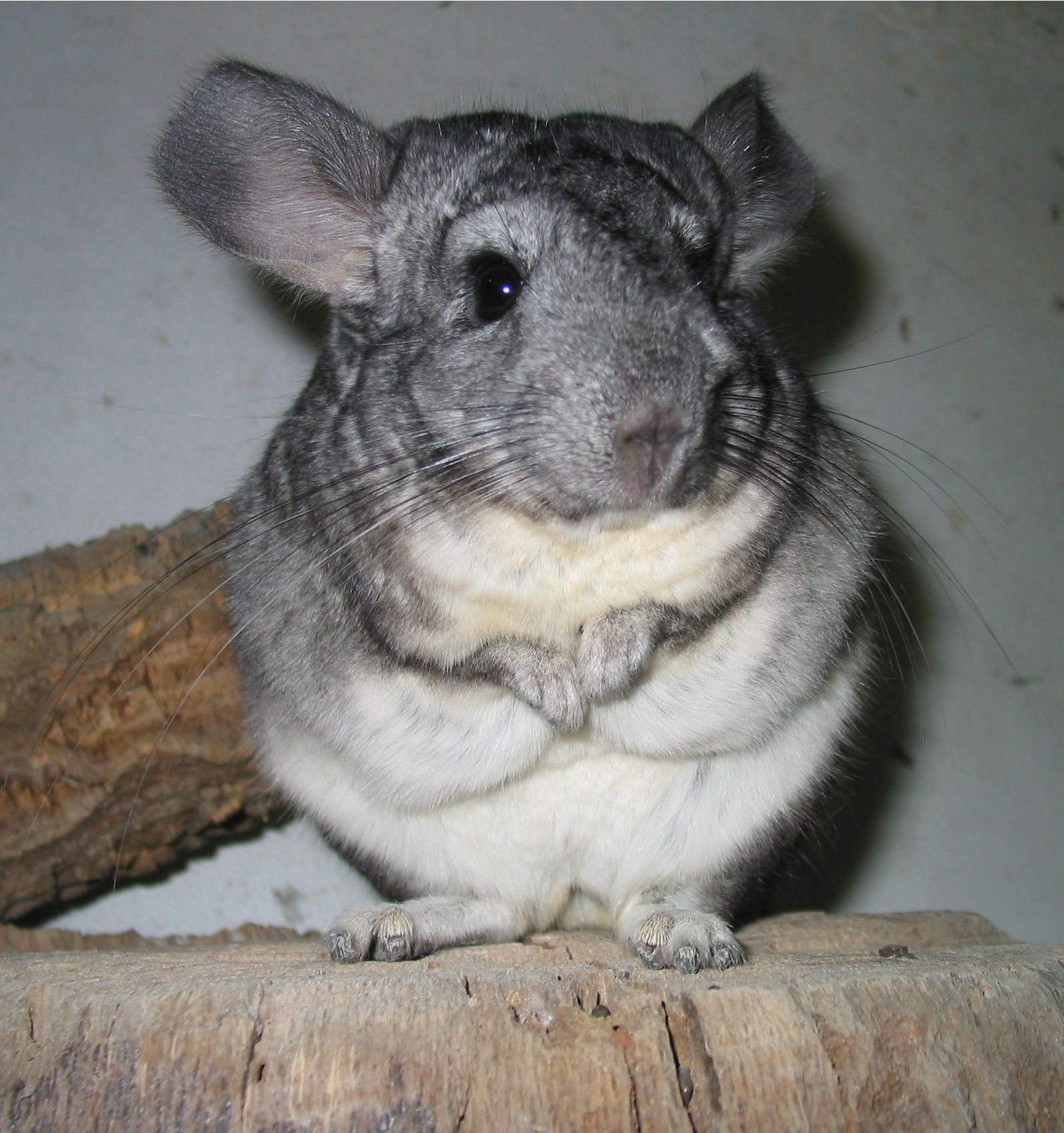
Csincsilla (Chinchilla lanigera)

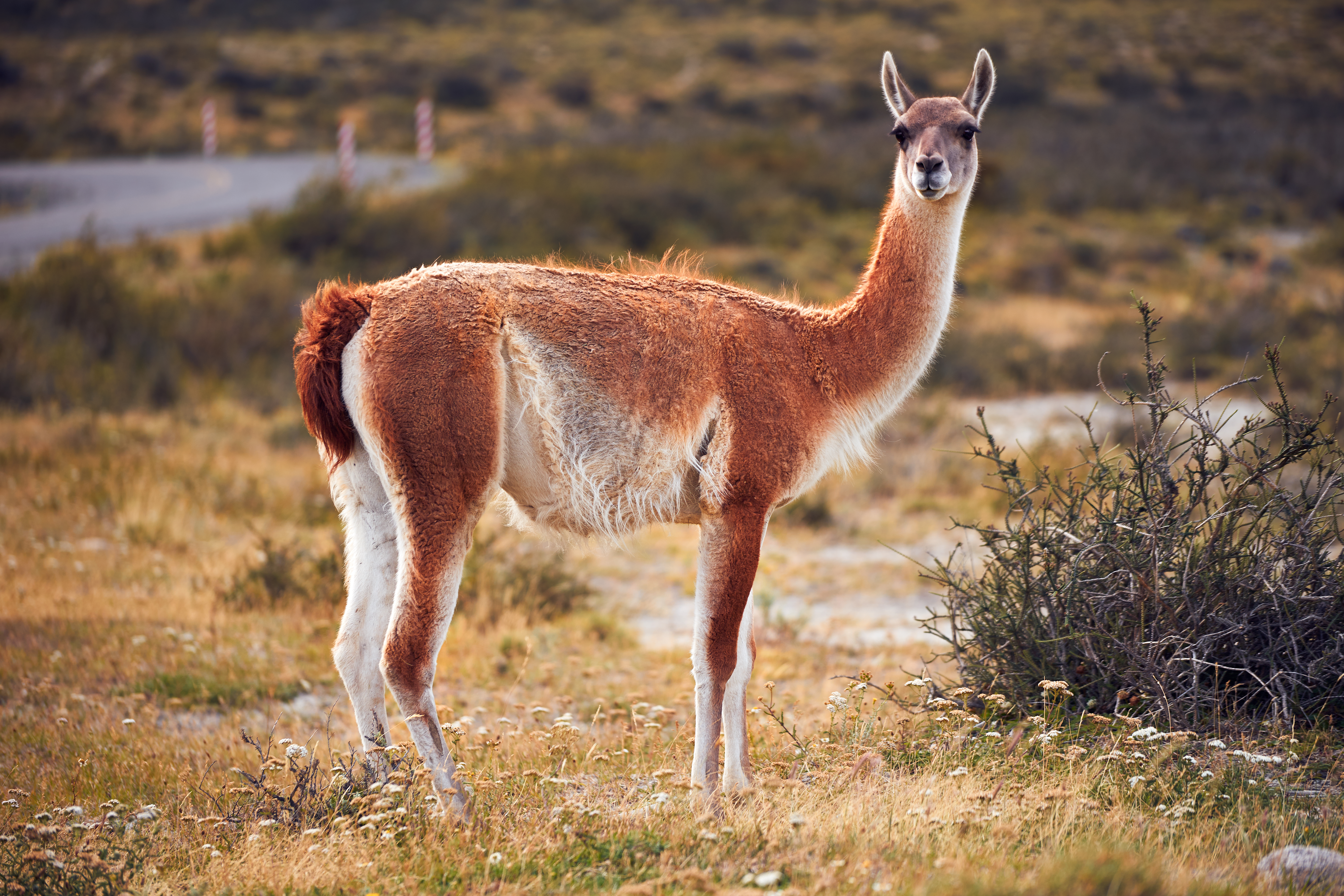
Egy dél-amerikai teveféle, a guanakó (Lama guanicoe). Ősei eljutottak Dél-Amerikába, de észak-amerikai rokonai nem érték meg a holocént

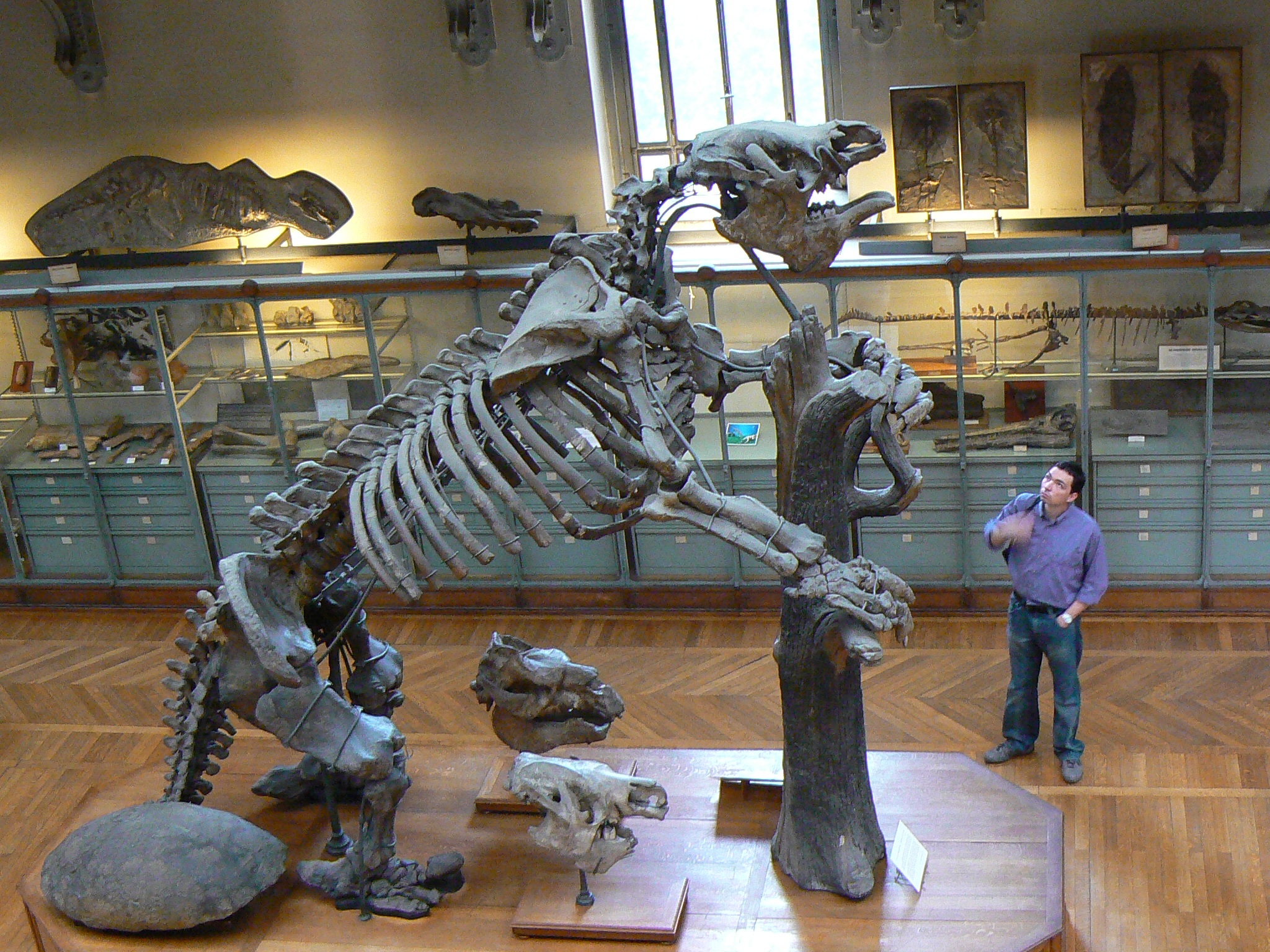
Óriáslajhár csontváza. Eljutott Észak-Amerikába, de nem érte meg a holocént

Jaguár (Panthera onca), Dél-Amerika leghíresebb macskaféléje

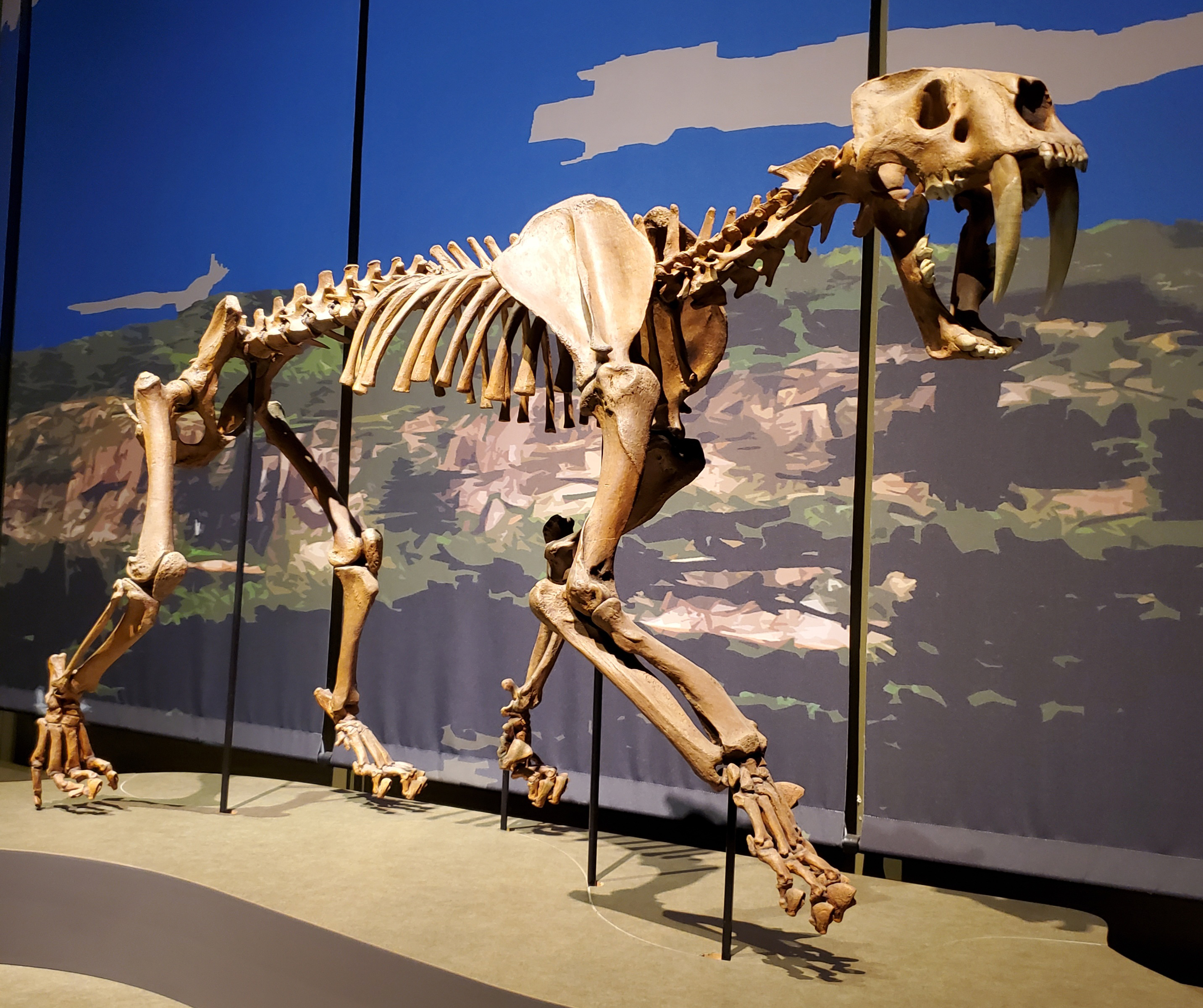
A kardfogú macska (Smilodon populator) Dél-Amerikába is eljutott

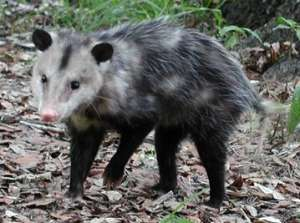
A Túl a sövényen c. rajzfilmből is ismert kedves kis virginiai oposszum (Didelphis virginiana), Észak-Amerika egyetlen erszényese

Dél-Amerika faunájának különlegességét már az első felfedezők észrevették. Azt figyelték meg, hogy a dél-amerikai emlősök fajai három fő csoport valamelyikébe sorolhatók:
- az első csoport a sehol másutt nem található és erősen specializálódott vendégízületesek és az erszényesek;
- a második csoportba a rágcsálók és a majmok sorolhatók, amelyeknek bár vannak máshol élő rokonaik, de azoktól határozottan különböznek;
- a harmadik csoportba azok az emlősök tartoznak, amelyek egészen közeli rokonaik Észak-Amerikában élő fajok.

### A „bennszülött” emlősök
Dél-Amerika „bennszülött” emlősei alatt azokat a csoportokat értjük, amelyeknek sehol másutt nem ismeretesek közeli vagy távoli rokonai. Ezek a csoportok a következők: erszényesek, vendégízületesek és méhlepényes patások. Ezen csoportok egyes képviselői megérték a pliocén végét is, ami – mai szemmel nézve – nagyon egyedivé tette Dél-Amerika faunáját. Ennek az egyedi faunának a kialakulása körül még ma is számos kérdőjel van.

#### Eredetük
Dél-Amerika erszényesei abban különböztek az ausztráliai erszényesektől, hogy hiányoztak közülük a nagy testű növényevő fajok: vagyis csak (a paleocén óta gyakorlatilag változatlan) primitív rovarevőkből és rágcsálókból (oposszumok) és nagy testű ragadozókból (például erszényes kardfogú macskák, Thylacosmilus nem) állt. Dél-Amerika erszényeseit mára csak az oposszumok képviselik, igaz, nagy fajgazdagságban, ami a kontinensen való hosszú idejű jelenlétükre utal.
A korai elméletek ezt a „hiányos” erszényesfaunát azzal próbálták megmagyarázni, hogy a ragadozó erszényesek Ausztráliából származtak (akik esetleg az Antarktiszon keresztül kerülhettek Dél-Amerikába). Ennek azonban ellentmond, hogy Dél-Amerikában még nem találtak ausztráliai eredetű növényevő erszényesektől származó maradványokat, holott a ragadozóknak őket követve kellett volna Dél-Amerikába jutniuk. A dolgot bonyolultabbá teszi, hogy sem Laurázsiában, sem Afrikában nem találtak még specializált erszényesektől származó fosszíliákat.
Egy másik elmélet feltételezi, hogy valamikor a mezozoikumban (Gondwana felbomlása után) földrajzi kapcsolat lehetett Dél-Amerika és Laurázsia között, amelyen keresztül egyes méhlepényes emlősök (növényevők és ragadozók) Dél-Amerikába kerülhettek, ám az utóbbiak idővel kihaltak. Ennek azonban ellentmond, hogy ha bármikor a földtörténet során méhlepényes és erszényes ragadozók kényszerültek kompetícióra, akkor ez minden esetben az utóbbiak kihalásával végződött. Erre példák Dél-Amerikából az erszényes (Thylacosmilus) és méhlepényes (Smilodon) kardfogú tigrisek, Ausztráliából pedig az erszényes farkasok és a dingók esete. Ráadásul fejlett méhlepényes ragadozóktól származó fosszíliákat egyáltalán nem is találtak Dél-Amerikában a kérdéses időkből.
A dél-amerikai őshonos fauna egyediségére a kevéssé specializált patások jelenléte adhat magyarázatot: mielőtt Dél-Amerika levált Gondwanáról, akkor Laurázsiában és Afrikában is hasonló, kevéssé specializált emlősök éltek szintén kevéssé specializált erszényesekkel. Idővel – miután Dél-Amerika levált Afrikáról – Laurázsiában ezen kevéssé specializálódott emlősökből specializáltabb formák fejlődtek ki és terjedtek el, kiszorítva az erszényeseket, de Dél-Amerikába már nem juthattak el. Ott így feltehetően az erszényes ragadozóknak kellett gyorsabban fejlődniük, ami meggátolta, hogy a még specializálatlan méhlepényes formákból ragadozók fejlődjenek ki: talán így lehettek Dél-Amerika növényevői kizárólag méhlepényesek, ragadozói pedig kizárólag erszényesek.

#### Csoportjaik

##### Erszényesek
A mai amerikai erszényesek az Ameridelphia öregrendbe tartoznak:
- Oposszumalakúak (Didelphimorphia) rendje (88 faj)
  - Valódi oposszumok (Didelphidae) családja
  - Egéroposszum-félék (Marmosidae) családja
  - Gyapjasoposszumok (Caluromyidae) családja
  - Gyapjasfarkú oposszumok (Glironiidae) családja
- Cickányoposszum-alakúak (Paucituberculata) rendje (6 faj)
  - Cickányoposszumok (Caenolestidae) családja
- Törpeoposszum-alakúak (Microbiotheria) rendje
  - Törpeoposszumok (Microbiotheriidae) családja

##### Vendégízületesek
A vendégízületesek (Xenarthra) méhlepényes emlősök, ám sem közeli, sem távoli rokonaik nem fordulnak elő más földrészeken. Egykoron a mainál nagyobb fajgazdagságot is mutattak, viszont a mai képviselőik rendkívül specializáltak, ami megerősíti őshonos jellegüket. Csoportjaik:
- Páncélosok (Cingulata)
  - Övesállatok vagy tatuk (Dasypodidae) családja
    - Dasypus
    - Calyptophractus
    - Chaetophractus
    - Chlamyphorus
    - Euphractus
    - Zaedyus
    - Cabassous
    - Priodontes
    - Tolypeutes

  - Glyptodonfélék (Glyptodontidae) családja – kihaltak
    - Glyptodon
    - Doedicurus
    - Hoplophorus
    - Panochthus
    - Plaxhaplous
- Hangyászok (Vermilingua)
  - Hangyászfélék (Myrmecophagidae)
    - Myrmecophaga
    - Tamandua

  - Cyclopedidae
    - Cyclopes
- Lajhárok (Folivora)
  - Háromujjú lajhárok (Bradypodidae)
  - Kétujjú lajhárok (Megalonychidae)

##### Patások
Szintén méhlepényes emlősök, ők azonban az általunk ismert patásoktól teljesen függetlenül fejlődtek ki konvergens evolúció révén, kevéssé specializált formákból. Ennek megfelelően belőlük is páros- ill. páratlanujjú patások alakultak ki. Őseik feltehetően azokból az időkből származnak (a mezozoikum első fele), amikor az emlősök még nem specializálódtak: tehát kezdetben nem lehetett őket szigorúan növényevőkre és ragadozókra osztani, ezek csak később fejlődtek ki belőlük (őspatások). Ezen csoportok egyes korai fajaira így csak azt mondhatjuk, hogy inkább növényevők, mások inkább ragadozók, esetleg mindenevők voltak. Csoportjaik:
- Condyartha rend
  - Hyopsodontidae
  - Tricuspiodontidae
  - Periptychidae
  - Mioclaenidae
- Litopterna rend
  - Protolipteridae
  - Macrauchenioidea
    - Notonychopidae
    - Adianthidae
    - Macraucheniidae

  - Proterotheriidae
    - Proterotheroidea
- Notoungulata rend
  - Notioprongonia
  - Toxodontia
  - Typotheria
- Xenungulata (Pyrotheria) rend
  - Carodniidae
  - Colombitheriidae
  - Pyrotheriidae
- Pyrotherea rend

A fenti csoportok legkésőbb a Panama-földhíd kialakulása után, a faunacsere során kihaltak.

##### Gyilokmadarak
Repülésre való képtelenségük miatt nem a madarakkal, hanem inkább az emlősökkel közös ökológiai fülkéket foglaltak el a dél-amerikai fauna különlegességének számító ragadozó óriásmadarak, a gyilokmadarak.
A röpképtelen ragadozómadarak virágkora a tercier (harmadidőszak) volt: ekkoriban minden földrészen jelen voltak. Hanyatlásukat a specializált méhlepényes ragadozók megjelenése és elterjedése okozta a kvarter (negyedidőszak) során: utolsó nemeik Dél-Amerikában maradtak fenn a pliocén végéig, pleisztocén elejéig, ahol az ottani fauna csúcsragadozói voltak.
Egy fajuk, a Titanis eljutott Észak-Amerikába is (a mai Texas, Florida államok területére), ám viszonylag hamar kihaltak: alulmaradtak a specializált macska- és kutyafélékkel való kompetíció során.

### A „korai bevándorlók”

#### Eredetük
A „korai bevándorlók” mintegy 30 millió éves legkorábbi fosszíliákból ismertek. Ők tehát a kainozoikum első felében kerülhettek Dél-Amerikába, feltehetően a Karib-lemez valamelyik korai szigetívén keresztül Laurázsiából (szigetről szigetre jutva), mások szerint esetleg Afrikából növényi uszadékon „tutajozva”. Ebbe a csoportba tartoznak:

#### Csoportjaik

##### A szélesorrú vagy újvilági majmok(Platyrrhini)csoportja
- Csuklyásmajomfélék (Cebidae) családja
  - Csuklyásmajmok (Cebinae) alcsaládja
- Éjimajomfélék (Aotinae) családja
- Pókmajomfélék (Atelinae) családja
- Sátánmajomfélék (Pihecinae) családja
  - Cebipithecinae alcsalád (kihalt)
  - Kabócatamarinok (Callimiconinae) alcsaládja
  - Karmosmajmok (Callitrichinae) alcsaládja

##### Arágcsálókegyes csoportjai
- Sülalkatúak alrendje, (Hystricognathi)
  - Csincsillapatkányok (Abrocomidae), 3 faj
  - Pakafélék (Agoutidae), 2 faj
  - Turkálófélék (Bathyergidae), 12 faj
  - Kúszópatkányfélék (Capromyidae), 20 faj
  - Tengerimalacfélék (Caviidae), 14 faj
  - Csincsillafélék (Chinchillidae), 6 faj
  - Ctenomyidae, 38 faj
  - Agutifélék (Dasyproctidae), 13 faj
  - Pakaránafélék (Dinomyidae), 1 faj
  - Tüskéspatkányfélék (Echimyidae), 78 faj
  - Kúszósülfélék (Erethizontidae), 12 faj
  - Heptaxodontidae, 5 faj
  - Kapibarafélék (Hydrochaeridae), 1 faj
  - Gyalogsülfélék (Hystricidae), 11 faj
  - Nutriafélék (Myocastoridae), 1 faj
  - Csalitpatkányok (Octodontidae), 9 faj
  - Szirtipatkányok (Petromuridae), 1 faj
  - Nádipatkányok (Thryonomyidae), 2 faj

### Az „újonnan jöttek”
Az „újonnan jöttek” képviselik a faunacsere fő hullámát, amely a Panama-földhíd kialakulása utáni „érkezők” invázióját jelenti. Ezen csoportok legközelebbi rokonai egyértelműen észak-amerikai fajok és mind ún. „modern” emlősök, mint pl:
- az egérfélék (Muridae) egyes fajai;
- a nyúlfélék (Leporidae) egyes fajai;
- a valódi mókusok (Sciurini) egyes fajai;
- a medvefélék Tremarctos és a már kihalt Arctodus nemei;
- a mosómedvefélék (Procyonidae) egyes fajai;
- a macskafélék (Felidae) egyes fajai, mint például az ocelot (Leopardus pardalis), a puma (Puma concolor), a jaguár (Panthera onca) és a mára kihalt kardfogú macskák egyes fajai (Smilodon nem);
- a kutyafélék (Canidae) egyes fajai (például sörényes farkas);
- a tevefélék (Camelidae) egyes fajai (guanakó (Lama guanicoe), láma (Lama glama), alpaka (Vicugna pacos) és a vikunya (Vicugna vicugna));
- a szarvasfélék (Cervidae) egyes fajai;
- a tapírfélék (Tapiridae) egyes fajai (közép-amerikai tapír (Tapirus bairdii), hegyi tapír (Tapirus pinchaque), közönséges tapír (Tapirus terrestris));
- a pekarifélék (Tayassuidae) egyes fajai (Chaco pekari (Catagonus wagneri), örvös pekari (Pecari tajacu), fehérajkú pekari (Tayassu pecari));
- a menyétfélék (Mustelidae) egyes fajai;
- a masztodonfélék (Mammutidae) egyes fajai (a holocénre kihaltak);
- a lófélék (Equidae) egyes fajai (a holocénre kihaltak).

A pleisztocén végén Amerikában megjelent első indiánok tulajdonképpen ezekkel a (fentebb tárgyalt) fajokkal találkozhattak kb. 12 000 évvel ezelőtt.
A faunacsere elsősorban az emlősöket érintette, pontosabban a szárazföldön élő állatfajokat, hiszen a madarak előtt általában nem akadály a nagyobb vízfelület. A Panama-földhíd kialakulása végső soron nagyon próbára tette a két kontinens fajainak alkalmazkodóképességét, hiszen más éghajlathoz, növényzethez és ragadozókhoz kellett alkalmazkodni (egyes fajok akár 100-120° észak-déli földrajzi kiterjedés mentén terjedtek el). Az új viszonyokhoz a legtöbb fajnak sikerült alkalmazkodni, de voltak vesztesek is: Dél-Amerikából kihaltak a gyilokmadarak és az erszényes ragadozók.

## Észak-Amerikába került dél-amerikai fajok
A nagy amerikai faunacsere elsősorban azt jelentette, hogy a fejlettebb észak-amerikai emlősök elfoglalták Dél-Amerikát. Azonban a dél-amerikai állatvilág néhány csoportjának is sikerült egészen az ember (a mai indiánok őseinek) megjelenéséig megvetnie a lábát Észak-Amerikában: őket képviselték a földilajhárok, glyptodonok és az oposszumok. Közülük az előbbi kettő nem egyes fajai óriási méretűre is megnőttek (például óriáslajhár).

## A másik ikerkontinensen való megtelepedés sikerének és a kudarcának főbb okai
Mint fentebb szó volt róla, a faunacsere során egyes fajoknak teljesen más körülményekhez (éghajlathoz, növényzethez és ragadozókhoz) kellett alkalmazkodni. Az alkalmazkodás sikerét az alábbi tényezők befolyásolták:

### A két Amerika éghajlati aszimmetriája
Dél-Amerika nagyobbik része nedves trópusi éghajlatú, míg Észak-Amerika főleg száraz és/vagy hűvös klímával rendelkezik. Tehát a dél-amerikai fajok különösebb alkalmazkodás nélkül csak nagyjából a mai Mexikó déli részéig juthattak el. Míg azon észak-amerikai fajok, amelyek sikeresen alkalmazkodtak a nedves trópusi klímához, gyakorlatilag elfoglalhatták egész Dél-Amerikát. A két Amerika közötti éghajlati aszimmetria tehát elsősorban a nedves trópusi klímához alkalmazkodott dél-amerikai fajokat érintette hátrányosan.

### Az észak-amerikai fajok nagyobb genetikai változatossága
A kainozoikum során Észak-Amerika gyakran szárazföldi kapcsolatban állt Eurázsiával a Bering-földhíd révén, illetőleg Eurázsia Afrikával. Az észak-amerikai fajok tehát sokkal nagyobb területen és sokkal változatosabb környezeti feltételek mellett alakultak ki, amelynek során nagyobb alkalmazkodóképességre tettek szert: míg az északi féltekén a méhlepényesek már a tercier során átvették az „uralmat”, addig  a kvarterre az elszigetelt Dél-Amerika (Ausztráliához hasonlóan) gyakorlatilag ősi, máshol jórészt kihalt fajok rezervátumává vált. Az északi fajokkal való kompetíciónak és/vagy a hatékonyabb északi ragadozóknak estek áldozatul a dél-amerikai erszényes ragadozók, a gyilokmadarak és a patások.

### Egyéb okok
Annak oka, hogy a „kevéssé versenyképes” nagy testű, endemikus dél-amerikai vendégízületesek „megvethették lábukat” Észak-Amerikában, egyrészt a kiterjedt és masszív testpáncélzatuknak és/vagy a hatalmas karmaiknak köszönhető, amelyekkel a fejlett északi ragadozók nem tudtak mit kezdeni (mivel azelőtt ilyesmivel nem találkoztak); másrészt pedig a szóban forgó állatcsoportok lassúbb anyagcseréjük miatt megelégedtek a más méhlepényes emlősök számára kevéssé vonzó (kevéssé bőséges és/vagy tápláló) élelemforrásokkal (pl. a hangyászok, a lajhárok és a glyptodonok).

## A két Amerika mai állatvilága
A két Amerika faunáinak mai „arculatát” a pleisztocén végi kihalási hullám után nyerte el. Ez a kihalási esemény nem volt „válogatós”: áldozatait csak a nagy testű emlősfajok közül szedte és nem tett különbséget közöttük aszerint, hogy ősibb vagy modernebb emlősökről van szó (erről bővebben: pleisztocén megafauna). A két Amerikába betelepülő európaiak már ezzel a szegényes faunával találkoztak.
A jelenséget három elmélettel próbálják magyarázni:
- az első indiánok túlzott vadászatával (Paul S. Martin);[5][6]
- egy nagyszabású járvánnyal (Ross McPhee);[7]
- és éghajlatváltozással (a pleisztocén végi gyors felmelegedéssel).[8]

Ezért maradhatott meg Észak-Amerikában egyetlen erszényes emlősként a virginiai oposszum (Didelphis virginiana) és tűntek el a két Amerika földjéről nagy testű földilajhárok, glyptodonok, kardfogú macskák, rövidfejű medvék; Észak-Amerikából pedig a mamutok, masztodonok, az amerikai lovak, a nyugati teve.
A fenti folyamatok eredményeképpen a mai dél-amerikai fauna nemeinek mintegy fele (kb. 51%-a) Észak-Amerikából származik, viszont az észak-amerikai fauna nemeinek csak kb. egytizede (kb. 11%-a) származik Dél-Amerikából. Ez mindennél jobban mutatja az észak-amerikai fajok sikerességét.